# TV Commerciale (rete televisiva)
TVC o TV Commerciale è una delle prime tv libere torinesi. Nasce nei primi mesi del 1977. L'anno prima la Corte costituzionale, riformando la sua stessa giurisprudenza, liberalizza le trasmissioni via etere, purché di carattere locale.

## Storia
TVC fu fondata nel 1977 da Franco Marmello, un personaggio che aveva anni di presenza nel mondo della musica e, più in generale, dello spettacolo leggero che è riuscito a coinvolgere  nel suo progetto, all'epoca di assoluta avanguardia un gruppo di giovani imprenditori. La televisione trasmette sul canale UHF 46, che poi sarà utilizzato da RTK, in un'epoca in cui i canali televisivi non venivano assegnati da un ente, ma occupati da chi si avventurava nell'impresa e difendeva la sua conquista con tutti i mezzi. Lo stesso gruppo continua le sue sperimentazioni da cui nasce successivamente Tele Manila, che in mezzo a trasmissioni bassamente commerciali trova un linguaggio nuovo. L'evoluzione storica di TVC confluisce in quella di RM1.
La denominazione si basava su un gioco di parole: da un lato era l'acronimo di TeleVisione Commerciale, dall'altro usava la sigla del TVColor. Il trasmettitore era a Pecetto, al Colle della Maddalena, sulle colline che circondano Torino. Inizialmente anche gli studi erano ivi dislocati, ma poi per ragioni di comodità, si trasferirono a Torino. Di caratteristico fu il tentativo di non affidarsi ad una agenzia di pubblicità, ma di gestire le sponsorizzazioni commerciali direttamente.
Una delle prime trasmissioni è stata Cosa c'è dietro la tenda e aveva come presentatori Maria Mancini e Renato Germonio. All'epoca non esisteva ancora il divieto del product placement e lo sponsor era, appunto una ditta di tende. Vi era anche una trasmissione di dibattiti politici: In una puntata parteciparono Marco Pannella e Giuliano Ferrara che, all'epoca rivestiva il ruolo di consigliere comunale per il Partito Comunista Italiano.